# Cyclacanthina episema
Cyclacanthina episema är en fjärilsart som beskrevs av Diakonoff 1973. Cyclacanthina episema ingår i släktet Cyclacanthina och familjen vecklare. Inga underarter finns listade i Catalogue of Life.